# 外部功能界面
External Functional Interface,即EFI，是一个通用的无线电信术语。目前电信趋向于集成各种新的功能到无线终端，包括集成新的特性到终端或通过允许新的类型的设备连接到终端。在WAP标准中支持这些发展，提供访问新的功能的手段，将加强WAP作为高级无线数据服务平台的地位。
外部功能（EF）是一个通用的术语，组件或嵌入应用的实体在WAE外部执行，但是遵从EFI需求。外部功能可以内置，或连接到WAP终端，连接可以是持久或临时的。
WAP应用环境是应用在终端里的执行环境，通过WML页面或脚本的形式来执行。在应用和终端新功能间建立连接最方便的办法是定义新的标准服务，这些服务可以被在WAP应用环境中执行的应用访问。EFI支持如类、概念功能分组（以适合相同的应用域）等概念。
WAP扩展功能接口（EFI）规范通过EFI应用接口（EFI AI）提供应用访问外部功能的统一方法。EFI规范包括框架，过程规范和一组类规范，每一个类规范针对特定的应用域。
EFI框架定义定义在WAP终端EFI实现的通用行为，而详细的类需求在单独的类规范文档中提供。过程规范定义为达到合乎要求的类规范所采取的步骤，来方便类规范的开发。
EFI应用接口（EFI AI）是适合各种不用应用的高层接口。各种外部功能被划分成类，以为不同生产和版本的终端和外部实体提供通用的功能。EFI框架提供一个可扩展的接口集合，可提供的服务包括，查询指定服务，获取指定设备或软件的功能。无论如何，并没有动态加入新服务的功能，所以没有通用的服务检索机制。
关于EFI框架的定义参考EFI框架